# Franc Šěn
Franc Šěn (deutsch Franz Schön; * 7. Dezember 1950 in Schönau, Oberlausitz) ist ein sorbischer Kulturhistoriker und Publizist.

## Leben
Nach dem Besuch der Sorbischen Erweiterten Oberschule in Kleinwelka studierte Franc Šěn seit 1970 Slawistik und Sorabistik an der Universität Leipzig. 1974 wurde er wissenschaftlicher Mitarbeiter am Institut für sorbische Volksforschung in Bautzen im Bereich Kultur- und Literaturgeschichte. 1982 promovierte er.
In der Wendezeit 1989/90 war Franc Šěn an der Entstehung der Sorbischen Volksversammlung beteiligt. Seit 1992 war er Leiter der Abteilung Sorbische Zentralbibliothek/Sorbisches Kulturarchiv im Sorbischen Institut. 2016 ging er in den Ruhestand.
Eine Tochter ist die Schriftstellerin Lubina Hajduk-Veljkovićowa.

## Publikationen (Auswahl)
Deutsch
- mit Dietrich Scholze, als Herausgeber: Sorbisches Kulturlexikon, 2014
- mit Ruth Thiemann, als Herausgeber: Kito Lorenc: Im Filter des Gedichts. Essays, Gespräche, Notate, 2013
- mit Dietrich Scholze, als Herausgeber: Jakub Bart-Ćišinski (1856–1909). Erneuerer der sorbischen Literatur, 2011
- als Herausgeber: Smederevo – Dresden – Kamenz: Ehrungen für Kito Lorenc, 2009

Sorbisch
- Bibliografija Oty Wićaza [Bibliographie der Veröffentlichungen von Otto Lehmann], 2015
- Zažni romantikarjo, 2002
- Serbska bibliografija [Sorbische Bibliographie] 2001–2005, 2008
- Rudolf Mjeń, 2002
- Serbska bibliografija: 1996–2000, 2003
- Serbske towaršne pěsnje 17. a 18. lětstotka, 2002
- Serbska bibliografija: 1991–1995, 1998
- Bibliografija Ludoweho nakładnistwa Domowina [Bibliographie des Domowina-Verlags]: 1958–1997, 1998
- Serbska bibliografija: 1986–1990, 1994
- als Herausgeber: Marja Młynkowa: Zhromadźene spisy, 1994
- mit Jan Šołta, Pětr Kunca: Nowy biografiski słownik k stawiznam a kulturje Serbow [Neues biographisches Lexikon zur Geschichte und Kultur der Sorben], 1984